# Nelly (Rapper)/Auszeichnungen für Musikverkäufe

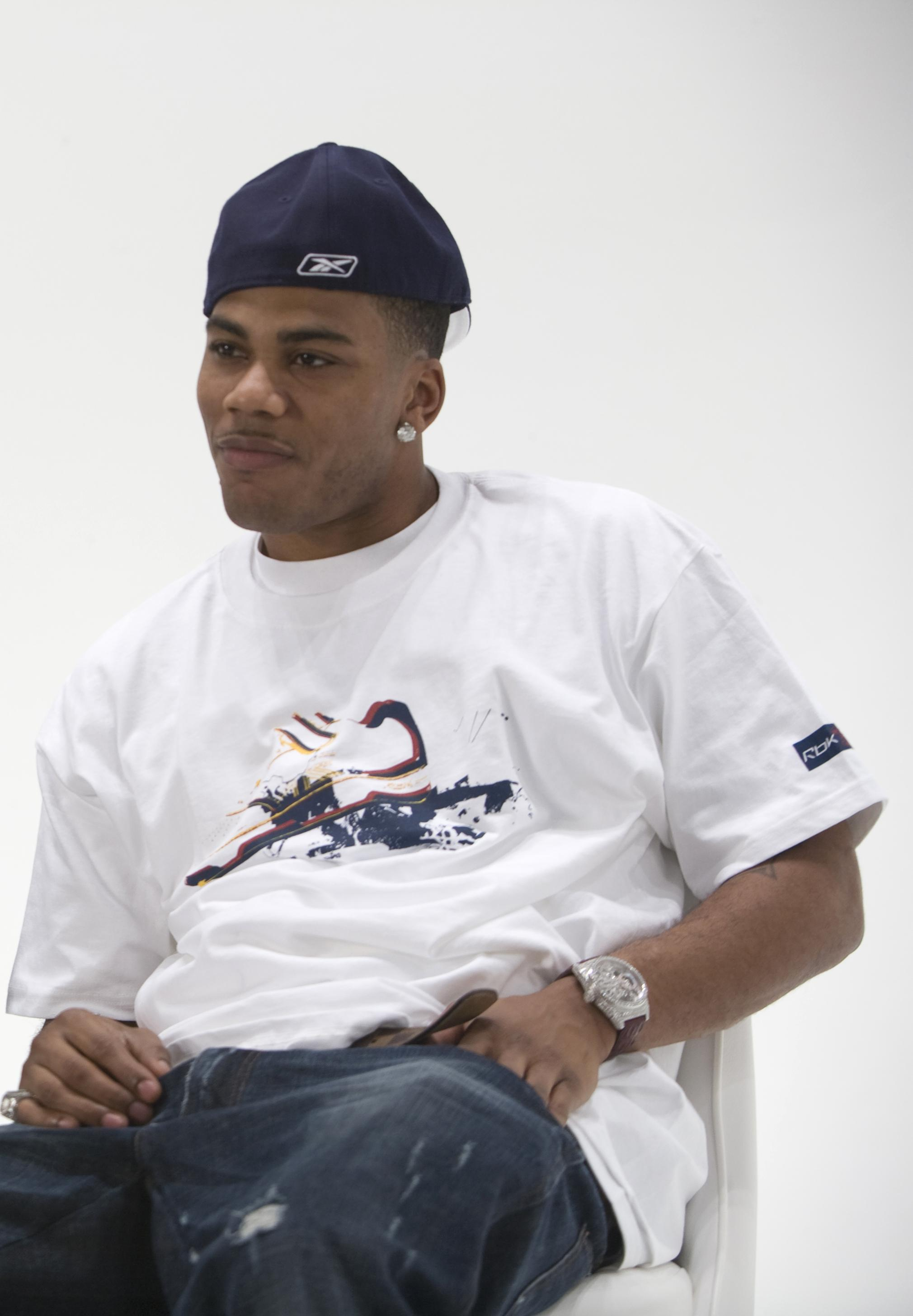
Nelly (2007)

Dies ist eine Übersicht über die Auszeichnungen für Musikverkäufe des US-amerikanischen Rappers Nelly. Die Auszeichnungen finden sich nach ihrer Art (Gold, Platin usw.), nach Staaten getrennt in chronologischer Reihenfolge, geordnet sowie nach den Tonträgern selbst, ebenfalls in chronologischer Reihenfolge, getrennt nach Medium (Alben, Singles usw.), wieder.

## Auszeichnungen
| - Vereinigtes Königreich - 2013: für die Single My Place - 2019: für die Single Millionaire - 2019: für die Single The Fix - 2023: für die Single Where the Party At? - 2023: für die Single Body on Me - 2024: für die Single Cruise (Remix) - 2025: für die Single Country Grammar (Hot Shit) - 2025: für das Album Still Hot In Herre - Australien - 2001: für die Single Country Grammar (Hot Shit) - 2001: für die Single E.I. - 2002: für die Single Girlfriend - 2003: für die Single Work It - 2004: für das Album Suit - 2005: für das Album Sweat - Brasilien - 2024: für die Single Call on Me - 2024: für die Single Grillz - 2024: für die Single Dilemma - 2024: für die Single Body on Me - Dänemark - 2002: für das Album Nellyville - 2013: für das Streaming Hey Porsche - 2020: für die Single Just a Dream - 2021: für die Single Hot in Herre - Deutschland - 2002: für die Single Dilemma - 2002: für das Album Nellyville - 2018: für die Single Hot in Herre - 2018: für die Single Hey Porsche - 2023: für die Single Ride wit Me - 2024: für das Album Country Grammar - Finnland - 2002: für das Album Nellyville - Frankreich - 2002: für die Single Dilemma - Italien - 2021: für die Single Dilemma - Japan - 2004: für das Album Sweat - Kanada - 2004: für das Album Da Derrty Versions: The Reinvention - 2017: für die Single I Don’t Want to Go to Bed - Neuseeland - 2002: für die Single Girlfriend - 2003: für die Single Shake Ya Tailfeather - 2003: für die Single Work It - 2004: für die Single My Place - 2005: für die Single Tilt Ya Head Back - 2008: für die Single Wadsyaname - 2017: für die Single Millionaire - 2022: für das Album Nelly 5.0 - Niederlande - 2002: für die Single Dilemma - 2002: für das Album Nellyville - Norwegen - 2003: für das Album Nellyville - Österreich - 2002: für die Single Dilemma - 2002: für das Album Nellyville - Schweden - 2002: für die Single Dilemma - 2002: für das Album Nellyville - 2011: für die Single Just a Dream - Schweiz - 2011: für die Single Just a Dream - Spanien - 2024: für die Single Dilemma - Vereinigte Staaten - 2004: für die Single Shake Ya Tailfeather - 2005: für die Single Tilt Ya Head Back - 2005: für die Single Get It Poppin’ - 2005: für die Single My Place - 2006: für den Mastertone Nasty Girl - 2006: für das Album Sweatsuit - 2006: für die Single Errtime - 2006: für die Single Flap Your Wings - 2008: für das Album Brass Knuckles - 2015: für die Single Here I Am - 2022: für die Single Nasty Girl - 2025: für die Single Batter Up - Vereinigtes Königreich - 2004: für das Album Sweat - 2018: für die Single Millionaire - 2021: für die Single Girlfriend - 2024: für das Album Sweatsuit - 2024: für die Single Over and Over - 2024: für das Album The Best of Nelly | - Australien - 2001: für das Album Country Grammar - 2001: für die Single Ride wit Me - 2002: für die Single Hot in Herre - 2003: für die Single Shake Ya Tailfeather - 2004: für die Single My Place - 2005: für die Single Tilt Ya Head Back - Belgien - 2002: für die Single Dilemma - Dänemark - 2022: für die Single Dilemma - Europa - 2002: für das Album Nellyville - Japan - 2003: für das Album Nellyville - 2011: für die Single Dilemma (Mobile Downloads) - Neuseeland - 2002: für die Single Hot in Herre - 2004: für das Album Sweat - 2005: für das Album Suit - 2011: für die Single Just a Dream - 2015: für die Single Hey Porsche - 2022: für die Single Country Grammar (Hot Shit) - 2022: für die Single Nasty Girl - 2024: für die Single Over and Over - Schweiz - 2002: für die Single Dilemma - 2002: für das Album Nellyville - Vereinigte Staaten - 2003: für das Album Da Derrty Versions: The Reinvention - 2004: für das Album Sweat - 2006: für die Single Grillz - 2006: für den Mastertone Grillz - 2007: für den Mastertone Over and Over - 2009: für die Single Over and Over - 2016: für die Single The Fix - 2025: für die Single E.I. - Vereinigtes Königreich - 2005: für das Album Suit - 2013: für das Album Country Grammar - 2018: für die Single Just a Dream - 2019: für die Single Hot in Herre - 2019: für die Single Nasty Girl - 2025: für die Single Hey Porsche - Deutschland - 2023: für die Single Just a Dream - Australien - 2005: für die Single Over and Over - 2013: für die Single Hey Porsche - 2016: für die Single The Fix - 2019: für die Single Cruise (Remix) - Kanada - 2013: für die Single Cruise (Remix) - Neuseeland - 2003: für das Album Nellyville - 2024: für die Single The Fix - Norwegen - 2003: für die Single Dilemma - Vereinigte Staaten - 2014: für die Single Hot in Herre - Vereinigtes Königreich - 2002: für das Album Nellyville - 2024: für die Single Ride wit Me | - Australien - 2003: für das Album Nellyville - 2003: für die Single Dilemma - 2011: für die Single Just a Dream - Kanada - 2001: für das Album Country Grammar - Vereinigte Staaten - 2005: für das Album Suit - 2011: für die Single Just a Dream - Vereinigtes Königreich - 2022: für die Single Dilemma - Kanada - 2002: für das Album Nellyville - 2023: für die Single Lil Bit - Neuseeland - 2001: für das Album Country Grammar - Vereinigte Staaten - 2024: für die Single Lil Bit - 2025: für die Single Country Grammar (Hot Shit) - Neuseeland - 2025: für die Single Dilemma - 2025: für die Single Ride wit Me - Vereinigte Staaten - 2025: für die Single Ride wit Me - Vereinigte Staaten - 2021: für das Album Nellyville - Vereinigte Staaten - 2022: für die Single Cruise (Remix) - Brasilien - 2024: für die Single Just a Dream - Japan - 2008: für den Ringtone Dilemma - Vereinigte Staaten - 2016: für das Album Country Grammar |

## Auszeichnungen nach Alben

### Country Grammar
| Land/Region                  | Auszeichnungen für Musikverkäufe (Land/Region, Auszeichnung, Verkäufe) | Verkäufe   |
| ---------------------------- | ---------------------------------------------------------------------- | ---------- |
| Australien (ARIA)            | Platin                                                                 | 70.000     |
| Deutschland (BVMI)           | Gold                                                                   | 150.000    |
| Kanada (MC)                  | 3× Platin                                                              | 300.000    |
| Neuseeland (RMNZ)            | 4× Platin                                                              | 60.000     |
| Vereinigte Staaten (RIAA)    | Diamant                                                                | 10.000.000 |
| Vereinigtes Königreich (BPI) | Platin                                                                 | 300.000    |
| Insgesamt                    | 1× Gold · 9× Platin · 1× Diamant ·                                     | 10.880.000 |

### Nellyville
| Land/Region                  | Auszeichnungen für Musikverkäufe (Land/Region, Auszeichnung, Verkäufe) | Verkäufe    |
| ---------------------------- | ---------------------------------------------------------------------- | ----------- |
| Australien (ARIA)            | 3× Platin                                                              | 210.000     |
| Dänemark (IFPI)              | Gold                                                                   | 25.000      |
| Deutschland (BVMI)           | Gold                                                                   | 150.000     |
| Europa (IFPI)                | Platin                                                                 | (1.000.000) |
| Finnland (IFPI)              | Gold                                                                   | 17.292      |
| Japan (RIAJ)                 | Platin                                                                 | 200.000     |
| Kanada (MC)                  | 4× Platin                                                              | 400.000     |
| Neuseeland (RMNZ)            | 2× Platin                                                              | 30.000      |
| Niederlande (NVPI)           | Gold                                                                   | 40.000      |
| Norwegen (IFPI)              | Gold                                                                   | 20.000      |
| Österreich (IFPI)            | Gold                                                                   | 20.000      |
| Schweden (IFPI)              | Gold                                                                   | 30.000      |
| Schweiz (IFPI)               | Platin                                                                 | 40.000      |
| Vereinigte Staaten (RIAA)    | 7× Platin                                                              | 7.000.000   |
| Vereinigtes Königreich (BPI) | 2× Platin                                                              | 769.000     |
| Insgesamt                    | 8× Gold · 20× Platin ·                                                 | 8.931.292   |

### Sweat
| Land/Region                  | Auszeichnungen für Musikverkäufe (Land/Region, Auszeichnung, Verkäufe) | Verkäufe  |
| ---------------------------- | ---------------------------------------------------------------------- | --------- |
| Australien (ARIA)            | Gold                                                                   | 35.000    |
| Japan (RIAJ)                 | Gold                                                                   | 100.000   |
| Neuseeland (RMNZ)            | Platin                                                                 | 15.000    |
| Vereinigte Staaten (RIAA)    | Platin                                                                 | 1.000.000 |
| Vereinigtes Königreich (BPI) | Gold                                                                   | 100.000   |
| Insgesamt                    | 3× Gold · 2× Platin ·                                                  | 1.250.000 |

### Suit
| Land/Region                  | Auszeichnungen für Musikverkäufe (Land/Region, Auszeichnung, Verkäufe) | Verkäufe  |
| ---------------------------- | ---------------------------------------------------------------------- | --------- |
| Australien (ARIA)            | Gold                                                                   | 35.000    |
| Neuseeland (RMNZ)            | Platin                                                                 | 15.000    |
| Vereinigte Staaten (RIAA)    | 3× Platin                                                              | 3.000.000 |
| Vereinigtes Königreich (BPI) | Platin                                                                 | 300.000   |
| Insgesamt                    | 1× Gold · 5× Platin ·                                                  | 3.350.000 |

### Sweatsuit
| Land/Region                  | Auszeichnungen für Musikverkäufe (Land/Region, Auszeichnung, Verkäufe) | Verkäufe |
| ---------------------------- | ---------------------------------------------------------------------- | -------- |
| Vereinigte Staaten (RIAA)    | Gold                                                                   | 500.000  |
| Vereinigtes Königreich (BPI) | Gold                                                                   | 100.000  |
| Insgesamt                    | 2× Gold ·                                                              | 600.000  |

### Da Derrty Versions: The Reinvention
| Land/Region               | Auszeichnungen für Musikverkäufe (Land/Region, Auszeichnung, Verkäufe) | Verkäufe  |
| ------------------------- | ---------------------------------------------------------------------- | --------- |
| Kanada (MC)               | Gold                                                                   | 50.000    |
| Vereinigte Staaten (RIAA) | Platin                                                                 | 1.000.000 |
| Insgesamt                 | 1× Gold · 1× Platin ·                                                  | 1.050.000 |

### Brass Knuckles
| Land/Region               | Auszeichnungen für Musikverkäufe (Land/Region, Auszeichnung, Verkäufe) | Verkäufe |
| ------------------------- | ---------------------------------------------------------------------- | -------- |
| Vereinigte Staaten (RIAA) | Gold                                                                   | 500.000  |
| Insgesamt                 | 1× Gold ·                                                              | 500.000  |

### The Best of Nelly
| Land/Region                  | Auszeichnungen für Musikverkäufe (Land/Region, Auszeichnung, Verkäufe) | Verkäufe |
| ---------------------------- | ---------------------------------------------------------------------- | -------- |
| Vereinigtes Königreich (BPI) | Gold                                                                   | 100.000  |
| Insgesamt                    | 1× Gold ·                                                              | 100.000  |

### Nelly 5.0
| Land/Region               | Auszeichnungen für Musikverkäufe (Land/Region, Auszeichnung, Verkäufe) | Verkäufe |
| ------------------------- | ---------------------------------------------------------------------- | -------- |
| Neuseeland (RMNZ)         | Gold                                                                   | 7.500    |
| Vereinigte Staaten (RIAA) | —                                                                      | 314.000  |
| Insgesamt                 | 1× Gold ·                                                              | 321.500  |

### M.O.
| Land/Region               | Auszeichnungen für Musikverkäufe (Land/Region, Auszeichnung, Verkäufe) | Verkäufe |
| ------------------------- | ---------------------------------------------------------------------- | -------- |
| Vereinigte Staaten (RIAA) | —                                                                      | 23.000   |
| Insgesamt                 | —                                                                      | 23.000   |

### Still Hot in Herre
| Land/Region                  | Auszeichnungen für Musikverkäufe (Land/Region, Auszeichnung, Verkäufe) | Verkäufe |
| ---------------------------- | ---------------------------------------------------------------------- | -------- |
| Vereinigtes Königreich (BPI) | Silber                                                                 | 60.000   |
| Insgesamt                    | 1× Silber ·                                                            | 60.000   |

## Auszeichnungen nach Singles

### Country Grammar (Hot Shit)
| Land/Region                  | Auszeichnungen für Musikverkäufe (Land/Region, Auszeichnung, Verkäufe) | Verkäufe  |
| ---------------------------- | ---------------------------------------------------------------------- | --------- |
| Australien (ARIA)            | Gold                                                                   | 35.000    |
| Neuseeland (RMNZ)            | Platin                                                                 | 30.000    |
| Vereinigte Staaten (RIAA)    | 4× Platin                                                              | 4.000.000 |
| Vereinigtes Königreich (BPI) | Silber                                                                 | 200.000   |
| Insgesamt                    | 1× Silber · 1× Gold · 5× Platin ·                                      | 4.265.000 |

### E.I.
| Land/Region               | Auszeichnungen für Musikverkäufe (Land/Region, Auszeichnung, Verkäufe) | Verkäufe  |
| ------------------------- | ---------------------------------------------------------------------- | --------- |
| Australien (ARIA)         | Gold                                                                   | 35.000    |
| Vereinigte Staaten (RIAA) | Platin                                                                 | 1.000.000 |
| Insgesamt                 | 1× Gold · 1× Platin ·                                                  | 1.035.000 |

### Ride wit Me
| Land/Region                  | Auszeichnungen für Musikverkäufe (Land/Region, Auszeichnung, Verkäufe) | Verkäufe  |
| ---------------------------- | ---------------------------------------------------------------------- | --------- |
| Australien (ARIA)            | Platin                                                                 | 70.000    |
| Deutschland (BVMI)           | Gold                                                                   | 250.000   |
| Neuseeland (RMNZ)            | 5× Platin                                                              | 150.000   |
| Vereinigte Staaten (RIAA)    | 5× Platin                                                              | 5.000.000 |
| Vereinigtes Königreich (BPI) | 2× Platin                                                              | 1.200.000 |
| Insgesamt                    | 1× Gold · 13× Platin ·                                                 | 6.670.000 |

### Batter Up
| Land/Region               | Auszeichnungen für Musikverkäufe (Land/Region, Auszeichnung, Verkäufe) | Verkäufe |
| ------------------------- | ---------------------------------------------------------------------- | -------- |
| Vereinigte Staaten (RIAA) | Gold                                                                   | 500.000  |
| Insgesamt                 | 1× Gold ·                                                              | 500.000  |

### Where the Party At?
| Land/Region                  | Auszeichnungen für Musikverkäufe (Land/Region, Auszeichnung, Verkäufe) | Verkäufe |
| ---------------------------- | ---------------------------------------------------------------------- | -------- |
| Vereinigtes Königreich (BPI) | Silber                                                                 | 200.000  |
| Insgesamt                    | 1× Silber ·                                                            | 200.000  |

### Hot in Herre
| Land/Region                  | Auszeichnungen für Musikverkäufe (Land/Region, Auszeichnung, Verkäufe) | Verkäufe  |
| ---------------------------- | ---------------------------------------------------------------------- | --------- |
| Australien (ARIA)            | Platin                                                                 | 70.000    |
| Dänemark (IFPI)              | Gold                                                                   | 45.000    |
| Deutschland (BVMI)           | Gold                                                                   | 250.000   |
| Neuseeland (RMNZ)            | Platin                                                                 | 10.000    |
| Vereinigte Staaten (RIAA)    | 2× Platin                                                              | 2.000.000 |
| Vereinigtes Königreich (BPI) | Platin                                                                 | 600.000   |
| Insgesamt                    | 2× Gold · 5× Platin ·                                                  | 2.975.000 |

### Girlfriend
| Land/Region                  | Auszeichnungen für Musikverkäufe (Land/Region, Auszeichnung, Verkäufe) | Verkäufe |
| ---------------------------- | ---------------------------------------------------------------------- | -------- |
| Australien (ARIA)            | Gold                                                                   | 35.000   |
| Neuseeland (RMNZ)            | Gold                                                                   | 5.000    |
| Vereinigtes Königreich (BPI) | Gold                                                                   | 400.000  |
| Insgesamt                    | 3× Gold ·                                                              | 440.000  |

### Dilemma
| Land/Region                  | Auszeichnungen für Musikverkäufe (Land/Region, Auszeichnung, Verkäufe) | Verkäufe  |
| ---------------------------- | ---------------------------------------------------------------------- | --------- |
| Australien (ARIA)            | 3× Platin                                                              | 210.000   |
| Belgien (BRMA)               | Platin                                                                 | 50.000    |
| Brasilien (PMB)              | Gold                                                                   | 30.000    |
| Dänemark (IFPI)              | Platin                                                                 | 90.000    |
| Deutschland (BVMI)           | Gold                                                                   | 250.000   |
| Frankreich (SNEP)            | Gold                                                                   | 250.000   |
| Italien (FIMI)               | Gold                                                                   | 35.000    |
| Japan (RIAJ)                 | Platin (Mobile Downloads) · + Diamant (Ringtone)                       | 1.250.000 |
| Neuseeland (RMNZ)            | 5× Platin                                                              | 150.000   |
| Niederlande (NVPI)           | Gold                                                                   | 40.000    |
| Norwegen (IFPI)              | 2× Platin                                                              | 20.000    |
| Österreich (IFPI)            | Gold                                                                   | 20.000    |
| Schweden (IFPI)              | Gold                                                                   | 15.000    |
| Schweiz (IFPI)               | Platin                                                                 | 40.000    |
| Spanien (Promusicae)         | Gold                                                                   | 30.000    |
| Vereinigtes Königreich (BPI) | 3× Platin                                                              | 1.800.000 |
| Insgesamt                    | 8× Gold · 17× Platin · 1× Diamant ·                                    | 4.280.000 |

### Work It
| Land/Region       | Auszeichnungen für Musikverkäufe (Land/Region, Auszeichnung, Verkäufe) | Verkäufe |
| ----------------- | ---------------------------------------------------------------------- | -------- |
| Australien (ARIA) | Gold                                                                   | 35.000   |
| Neuseeland (RMNZ) | Gold                                                                   | 5.000    |
| Insgesamt         | 2× Gold ·                                                              | 40.000   |

### Shake Ya Tailfeather
| Land/Region               | Auszeichnungen für Musikverkäufe (Land/Region, Auszeichnung, Verkäufe) | Verkäufe |
| ------------------------- | ---------------------------------------------------------------------- | -------- |
| Australien (ARIA)         | Platin                                                                 | 70.000   |
| Neuseeland (RMNZ)         | Gold                                                                   | 5.000    |
| Vereinigte Staaten (RIAA) | Gold                                                                   | 500.000  |
| Insgesamt                 | 2× Gold · 1× Platin ·                                                  | 575.000  |

### Flap Your Wings
| Land/Region               | Auszeichnungen für Musikverkäufe (Land/Region, Auszeichnung, Verkäufe) | Verkäufe |
| ------------------------- | ---------------------------------------------------------------------- | -------- |
| Vereinigte Staaten (RIAA) | Gold                                                                   | 500.000  |
| Insgesamt                 | 1× Gold ·                                                              | 500.000  |

### My Place
| Land/Region                  | Auszeichnungen für Musikverkäufe (Land/Region, Auszeichnung, Verkäufe) | Verkäufe |
| ---------------------------- | ---------------------------------------------------------------------- | -------- |
| Australien (ARIA)            | Platin                                                                 | 70.000   |
| Neuseeland (RMNZ)            | Gold                                                                   | 5.000    |
| Vereinigte Staaten (RIAA)    | Gold                                                                   | 500.000  |
| Vereinigtes Königreich (BPI) | Silber                                                                 | 200.000  |
| Insgesamt                    | 1× Silber · 2× Gold · 1× Platin ·                                      | 775.000  |

### Over and Over
| Land/Region                  | Auszeichnungen für Musikverkäufe (Land/Region, Auszeichnung, Verkäufe) | Verkäufe  |
| ---------------------------- | ---------------------------------------------------------------------- | --------- |
| Australien (ARIA)            | 2× Platin                                                              | 140.000   |
| Neuseeland (RMNZ)            | Platin                                                                 | 30.000    |
| Vereinigte Staaten (RIAA)    | Platin (Mastertone) · + Platin                                         | 2.000.000 |
| Vereinigtes Königreich (BPI) | Gold                                                                   | 400.000   |
| Insgesamt                    | 1× Gold · 5× Platin ·                                                  | 2.570.000 |

### Tilt Ya Head Back
| Land/Region               | Auszeichnungen für Musikverkäufe (Land/Region, Auszeichnung, Verkäufe) | Verkäufe |
| ------------------------- | ---------------------------------------------------------------------- | -------- |
| Australien (ARIA)         | Platin                                                                 | 70.000   |
| Neuseeland (RMNZ)         | Gold                                                                   | 5.000    |
| Vereinigte Staaten (RIAA) | Gold                                                                   | 500.000  |
| Insgesamt                 | 2× Gold · 1× Platin ·                                                  | 575.000  |

### Get It Poppin’
| Land/Region               | Auszeichnungen für Musikverkäufe (Land/Region, Auszeichnung, Verkäufe) | Verkäufe |
| ------------------------- | ---------------------------------------------------------------------- | -------- |
| Vereinigte Staaten (RIAA) | Gold                                                                   | 500.000  |
| Insgesamt                 | 1× Gold ·                                                              | 500.000  |

### Errtime
| Land/Region               | Auszeichnungen für Musikverkäufe (Land/Region, Auszeichnung, Verkäufe) | Verkäufe |
| ------------------------- | ---------------------------------------------------------------------- | -------- |
| Vereinigte Staaten (RIAA) | Gold                                                                   | 500.000  |
| Insgesamt                 | 1× Gold ·                                                              | 500.000  |

### Nasty Girl
| Land/Region                  | Auszeichnungen für Musikverkäufe (Land/Region, Auszeichnung, Verkäufe) | Verkäufe  |
| ---------------------------- | ---------------------------------------------------------------------- | --------- |
| Neuseeland (RMNZ)            | Platin                                                                 | 30.000    |
| Vereinigte Staaten (RIAA)    | Gold · + Gold (Mastertone)                                             | 1.000.000 |
| Vereinigtes Königreich (BPI) | Platin                                                                 | 600.000   |
| Insgesamt                    | 2× Gold · 2× Platin ·                                                  | 1.630.000 |

### Grillz
| Land/Region               | Auszeichnungen für Musikverkäufe (Land/Region, Auszeichnung, Verkäufe) | Verkäufe  |
| ------------------------- | ---------------------------------------------------------------------- | --------- |
| Brasilien (PMB)           | Gold                                                                   | 30.000    |
| Vereinigte Staaten (RIAA) | Platin · + Platin (Mastertone)                                         | 2.000.000 |
| Insgesamt                 | 1× Gold · 2× Platin ·                                                  | 2.030.000 |

### Wadsyaname
| Land/Region       | Auszeichnungen für Musikverkäufe (Land/Region, Auszeichnung, Verkäufe) | Verkäufe |
| ----------------- | ---------------------------------------------------------------------- | -------- |
| Neuseeland (RMNZ) | Gold                                                                   | 7.500    |
| Insgesamt         | 1× Gold ·                                                              | 7.500    |

### Body on Me
| Land/Region                  | Auszeichnungen für Musikverkäufe (Land/Region, Auszeichnung, Verkäufe) | Verkäufe |
| ---------------------------- | ---------------------------------------------------------------------- | -------- |
| Brasilien (PMB)              | Gold                                                                   | 30.000   |
| Vereinigtes Königreich (BPI) | Silber                                                                 | 200.000  |
| Insgesamt                    | 1× Silber · 1× Gold ·                                                  | 230.000  |

### Call on Me
| Land/Region     | Auszeichnungen für Musikverkäufe (Land/Region, Auszeichnung, Verkäufe) | Verkäufe |
| --------------- | ---------------------------------------------------------------------- | -------- |
| Brasilien (PMB) | Gold                                                                   | 30.000   |
| Insgesamt       | 1× Gold ·                                                              | 30.000   |

### Here I Am
| Land/Region               | Auszeichnungen für Musikverkäufe (Land/Region, Auszeichnung, Verkäufe) | Verkäufe |
| ------------------------- | ---------------------------------------------------------------------- | -------- |
| Vereinigte Staaten (RIAA) | Gold                                                                   | 500.000  |
| Insgesamt                 | 1× Gold ·                                                              | 500.000  |

### Tippin’ in da Club
| Land/Region     | Auszeichnungen für Musikverkäufe (Land/Region, Auszeichnung, Verkäufe) | Verkäufe |
| --------------- | ---------------------------------------------------------------------- | -------- |
| Südkorea (KMCA) | —                                                                      | 155.309  |
| Insgesamt       | —                                                                      | 155.309  |

### Just a Dream
| Land/Region                  | Auszeichnungen für Musikverkäufe (Land/Region, Auszeichnung, Verkäufe) | Verkäufe  |
| ---------------------------- | ---------------------------------------------------------------------- | --------- |
| Australien (ARIA)            | 3× Platin                                                              | 210.000   |
| Brasilien (PMB)              | Diamant                                                                | 250.000   |
| Dänemark (IFPI)              | Gold                                                                   | 45.000    |
| Deutschland (BVMI)           | 3× Gold                                                                | 450.000   |
| Neuseeland (RMNZ)            | Platin                                                                 | 15.000    |
| Schweden (IFPI)              | Gold                                                                   | 20.000    |
| Schweiz (IFPI)               | Gold                                                                   | 15.000    |
| Vereinigte Staaten (RIAA)    | 3× Platin                                                              | 3.000.000 |
| Vereinigtes Königreich (BPI) | Platin                                                                 | 600.000   |
| Insgesamt                    | 4× Gold · 9× Platin · 1× Diamant ·                                     | 4.605.000 |

### Gone
| Land/Region     | Auszeichnungen für Musikverkäufe (Land/Region, Auszeichnung, Verkäufe) | Verkäufe |
| --------------- | ---------------------------------------------------------------------- | -------- |
| Südkorea (KMCA) | —                                                                      | 113.258  |
| Insgesamt       | —                                                                      | 113.258  |

### Hey Porsche
| Land/Region                  | Auszeichnungen für Musikverkäufe (Land/Region, Auszeichnung, Verkäufe) | Verkäufe |
| ---------------------------- | ---------------------------------------------------------------------- | -------- |
| Australien (ARIA)            | 2× Platin                                                              | 140.000  |
| Deutschland (BVMI)           | Gold                                                                   | 150.000  |
| Neuseeland (RMNZ)            | Platin                                                                 | 15.000   |
| Vereinigtes Königreich (BPI) | Platin                                                                 | 600.000  |
| Insgesamt                    | 1× Gold · 4× Platin ·                                                  | 905.000  |

### Cruise (Remix)
| Land/Region                  | Auszeichnungen für Musikverkäufe (Land/Region, Auszeichnung, Verkäufe) | Verkäufe   |
| ---------------------------- | ---------------------------------------------------------------------- | ---------- |
| Australien (ARIA)            | 2× Platin                                                              | 140.000    |
| Kanada (MC)                  | 2× Platin                                                              | 160.000    |
| Vereinigte Staaten (RIAA)    | 14× Platin                                                             | 14.000.000 |
| Vereinigtes Königreich (BPI) | Silber                                                                 | 200.000    |
| Insgesamt                    | 1× Silber · 8× Platin · 1× Diamant ·                                   | 14.500.000 |

### The Fix
| Land/Region                  | Auszeichnungen für Musikverkäufe (Land/Region, Auszeichnung, Verkäufe) | Verkäufe  |
| ---------------------------- | ---------------------------------------------------------------------- | --------- |
| Australien (ARIA)            | 2× Platin                                                              | 140.000   |
| Neuseeland (RMNZ)            | 2× Platin                                                              | 60.000    |
| Vereinigte Staaten (RIAA)    | 2× Platin                                                              | 2.000.000 |
| Vereinigtes Königreich (BPI) | Silber                                                                 | 200.000   |
| Insgesamt                    | 1× Silber · 6× Platin ·                                                | 2.400.000 |

### I Don’t Want to Go to Bed
| Land/Region | Auszeichnungen für Musikverkäufe (Land/Region, Auszeichnung, Verkäufe) | Verkäufe |
| ----------- | ---------------------------------------------------------------------- | -------- |
| Kanada (MC) | Gold                                                                   | 40.000   |
| Insgesamt   | 1× Gold ·                                                              | 40.000   |

### Millionaire
| Land/Region                  | Auszeichnungen für Musikverkäufe (Land/Region, Auszeichnung, Verkäufe) | Verkäufe |
| ---------------------------- | ---------------------------------------------------------------------- | -------- |
| Australien (ARIA)            | Gold                                                                   | 35.000   |
| Neuseeland (RMNZ)            | Gold                                                                   | 15.000   |
| Vereinigtes Königreich (BPI) | Gold                                                                   | 400.000  |
| Insgesamt                    | 3× Gold ·                                                              | 450.000  |

### Lil Bit
| Land/Region               | Auszeichnungen für Musikverkäufe (Land/Region, Auszeichnung, Verkäufe) | Verkäufe  |
| ------------------------- | ---------------------------------------------------------------------- | --------- |
| Kanada (MC)               | 4× Platin                                                              | 320.000   |
| Vereinigte Staaten (RIAA) | 4× Platin                                                              | 4.000.000 |
| Insgesamt                 | 8× Platin ·                                                            | 4.320.000 |

## Auszeichnungen nach Musikstreamings

### Hey Porsche
| Land/Region     | Auszeichnungen für Musikverkäufe (Land/Region, Auszeichnung, Verkäufe) | Verkäufe |
| --------------- | ---------------------------------------------------------------------- | -------- |
| Dänemark (IFPI) | Gold                                                                   | 900.000  |
| Insgesamt       | 1× Gold ·                                                              | 900.000  |

## Statistik und Quellen
| Land/RegionAuszeichnungen für Musikverkäufe (Land/Region, Auszeichnungen, Verkäufe, Quellen) | Silber     | Gold       | Platin         | Diamant     | Verkäufe    | Quellen                                                   |
| -------------------------------------------------------------------------------------------- | ---------- | ---------- | -------------- | ----------- | ----------- | --------------------------------------------------------- |
| Australien (ARIA)                                                                            | —          | 7× Gold7   | 23× Platin23   | —           | 1.855.000   | aria.com.au                                               |
| Belgien (BRMA)                                                                               | —          | —          | Platin1        | —           | 50.000      | ultratop.be                                               |
| Brasilien (PMB)                                                                              | —          | 4× Gold4   | —              | Diamant1    | 370.000     | pro-musicabr.org.br                                       |
| Dänemark (IFPI)                                                                              | —          | 4× Gold4   | Platin1        | —           | 205.000     | ifpi.dk                                                   |
| Deutschland (BVMI)                                                                           | —          | 7× Gold7   | Platin1        | —           | 1.650.000   | musikindustrie.de                                         |
| Finnland (IFPI)                                                                              | —          | Gold1      | —              | —           | 17.292      | ifpi.fi                                                   |
| Frankreich (SNEP)                                                                            | —          | Gold1      | —              | —           | 250.000     | infodisc.fr snepmusique.com                               |
| Europa (IFPI)                                                                                | —          | —          | Platin1        | —           | (1.000.000) | ifpi.org (Memento vom 1. Januar 2014 im Internet Archive) |
| Italien (FIMI)                                                                               | —          | Gold1      | —              | —           | 35.000      | fimi.it                                                   |
| Japan (RIAJ)                                                                                 | —          | Gold1      | 2× Platin2     | Diamant1    | 1.550.000   | riaj.or.jp JP2                                            |
| Kanada (MC)                                                                                  | —          | 2× Gold2   | 13× Platin13   | —           | 1.230.000   | musiccanada.com                                           |
| Neuseeland (RMNZ)                                                                            | —          | 8× Gold8   | 26× Platin26   | —           | 665.000     | aotearoamusiccharts.co.nz NZ2 NZ3                         |
| Niederlande (NVPI)                                                                           | —          | 2× Gold2   | —              | —           | 80.000      | nvpi.nl                                                   |
| Norwegen (IFPI)                                                                              | —          | Gold1      | 2× Platin2     | —           | 40.000      | ifpi.no                                                   |
| Österreich (IFPI)                                                                            | —          | 2× Gold2   | —              | —           | 40.000      | ifpi.at                                                   |
| Schweden (IFPI)                                                                              | —          | 3× Gold3   | —              | —           | 65.000      | sverigetopplistan.se                                      |
| Schweiz (IFPI)                                                                               | —          | Gold1      | 2× Platin2     | —           | 95.000      | hitparade.ch                                              |
| Spanien (Promusicae)                                                                         | —          | Gold1      | —              | —           | 30.000      | elportaldemusica.es                                       |
| Südkorea (KMCA)                                                                              | —          | —          | —              | —           | 268.567     | Einzelnachweise                                           |
| Vereinigte Staaten (RIAA)                                                                    | —          | 12× Gold12 | 40× Platin40   | 2× Diamant2 | 67.337.000  | riaa.com                                                  |
| Vereinigtes Königreich (BPI)                                                                 | 7× Silber7 | 6× Gold6   | 13× Platin13   | —           | 9.529.000   | bpi.co.uk                                                 |
| Insgesamt                                                                                    | 7× Silber7 | 64× Gold64 | 125× Platin125 | 4× Diamant4 |             |                                                           |